# Pedro Cuatrecasas
Pedro Cuatrecasas (Madrid, 27 settembre 1936 – La Jolla, 19 marzo 2025) è stato un biochimico spagnolo naturalizzato statunitense, professore di farmacologia e medicina all’Università della California a San Diego.

## Biografia
Pedro Cuatrecasas nacque nel 1936 a Madrid, Spagna. Si laureò presso la Washington University a St.Louis, conseguendo la triennale nel 1958 e la laurea in medicina (MD) nel 1962.
È noto per l'invenzione e lo sviluppo della cromatografia di affinità. Contribuì alla scoperta, allo sviluppo e alla registrazione di più di quaranta medicinali, tra i quali azidotimidina (AZT, usato nel trattamento dell'AIDS), aciclovir (anti-erpetico), permetrina, bupropione (antidepressivo atipico), sumatriptan (utilizzato nelle cefalee), tacrina (inibitore dell'acetilcolinesterasi utilizzato nel trattamento dell'Alzheimer), gabapentin, troglitazone (per il trattamento del diabete mellito di tipo 2, ritirato per epatotossicità) e atorvastatina (trattamento dell'ipercolesterolemia).
Nel 1987 ricevette il Premio Wolf per la medicina con Meir Wilchek «per l'invenzione e lo sviluppo della cromatografia di affinità e la sua applicazione alle scienze biomediche».